# Rita García Agulló
Rita García Agulló (Elx, 1899 - 25 de gener de 1986) fou una dirigent socialista valenciana.

## Biografia
Va ingressar en les Joventuts Socialistes el 1929, any en què participà en els Comités Paritaris i el 1931 en la UGT. Fou una de les dirigents del Grup Femení Socialista creat el 1932 i dissolt el maig de 1938. Aquesta dissolució, en una carta signada per Francisca Vázquez Gonzálvez com a presidenta i per Rita García mateixa com a secretària, significava que les militants socialistes s'incorporaven de nou com a militants a l'Agrupació Socialista il·licitana. Rita García en fou la militant il·licitana més destacada, que va participar en els mítings que tingueren lloc amb motiu de les eleccions generals del 16 de febrer de 1936, al costat d'altra de les fundadores del Grup Femení Socialista, Francisca Amorós.
Va col·laborar almenys en una ocasió en el setmanari socialista il·licità El Obrero. Va formar part com a representant del Partit Socialista en la Comissió Gestora de l'Ajuntament d'Elx, comissió que va funcionar entre el 9 de novembre de 1936 i la constitució del Consell Municipal el 19 de gener de 1937. A la Comissió Gestora s'ocupà de les comissions de Festivitats i Espectacles i de la Comissió Extraordinària d'Avituallaments, entre que al Consell Municipal va estar encarregada de les comissions de Places i Mercats, i Policia i Ornamentació. El 5 de març de 1937 fou nomenada membre de la Comissió d'Avituallaments i el 9 de març de 1938 va renunciar a formar part de l'esmentada comissió.
De la seua tasca municipal destaca la bel·ligerància anticomunista: per oposar-se que Socors Roig Internacional controlara l'hospital municipal, per la seua censura a les crítiques del setmanari comunista il·licità Elche Rojo i per la seua tasca en qüestions de proveïments, com ara lluitar perquè es repartira llet entre les persones malaltes, la creació de menjadors infantils per als fills dels homes mobilitzats o les mesures contra els abusos per pèrdues reiterades de les cartilles de racionament.
Va marxar a l'exili en el vapor Stanbrook des del port d'Alacant el 28 de març de 1939. Tornà a Elx el 1962 i va morir el 1986, sense que, aparentment, es reintegrara a la vida del que havia estat el seu partit. Fou, sens dubte, una de les militants socialistes de major vàlua, encara que la seua figura haja estat injustament relegada a l'oblit.